# Sven Andersson i Sveneby
Sven Andersson (i riksdagen kallad Andersson i Sveneby), född 8 oktober 1826 i Forshems församling, Skaraborgs län, död 16 november 1893 i Sveneby församling, Skaraborgs län, var en svensk kommunalordförande, godsägare och riksdagspolitiker. Andersson var ägare till godset Sveneby i Skaraborgs län. Som riksdagsman var han ledamot av första kammaren 1872–1873, invald i Skaraborgs läns valkrets.